# 高野守
高野 守（たかの まもる、1959年7月22日 - ）は、日本の政治家。民主党所属の元衆議院議員（1期）。

## 略歴
茨城県常陸大宮市出身。茨城高等学校卒業後、成蹊大学法学部政治学科に進学し、1985年に卒業した。
卒業後は塚原俊平の公設第1秘書を務め、2005年衆院選に茨城4区から出馬するも梶山弘志に敗れ落選。2009年衆院選では梶山に6,980票差で惜敗するも、比例北関東ブロックで復活し初当選。2012年衆院選では三たび梶山に敗れ、比例復活もならず落選した。2014年衆院選では梶山に敗れ、落選。

## 人物
常陸大宮市の三浦杉・吉田八幡神社の神主でもある。また、桜田門外の変の桜田烈士・海後磋磯之介（かいご さきのすけ）は、自身の高祖父・高野粂之介（たかの くめのすけ）の実弟にあたる。

## 政策
- 選択的夫婦別姓制度導入について、「どちらとも言えない」としている[1]。